# Poecilotriccus ruficeps
El titirijí capirrufo (Poecilotriccus ruficeps), también denominado tiranuelo coronado o tiranuelo capirrufo (en Colombia), pico chato de corona rufa (en Venezuela), tirano todi coronirrufo (en Ecuador) o espatulilla de corona rufa (en Perú), es una especie de ave paseriforme de la familia Tyrannidae, perteneciente al género Poecilotriccus. Es nativo de regiones andinas del noroeste de América del Sur.

## Distribución y hábitat
Se distribuye a lo largo de la cordillera de los Andes desde el noroeste de Venezuela, por las tres cadenas de Colombia, por ambas pendientes de Ecuador, hasta el extremo norte de Perú.
Esta especie es considerada poco común en sus hábitats naturales: el sotobosque y los bordes de selvas húmedas montanas y clareras adyacentes, principalmente entre 1500 y 2500 m de altitud.

## Descripción
Mide entre 9,5 y 11 cm de longitud. Tiene el píleo y las mejillas rojas o rufas, y la nuca negra; la garganta y la parte superior del dorso son blancas o negras con pintas blancas, el pecho amarillo, el dorso oliváceo. Tiene las alas con franjas negras, amarillas y oliváceas. Tiene el pico negro y las patas blancuzcas.

## Sistemática

### Descripción original
La especie P. ruficeps fue descrita por primera vez por el ornitólogo alemán Johann Jakob Kaup en 1852 bajo el nombre científico Todirhamphus ruficeps; su localidad tipo es: «México (error), el holotipo presumiblemente del comercio de pieles de Bogotá, Colombia».

### Etimología
El nombre genérico masculino «Poecilotriccus» se compone de las palabras del griego «poikilos» que significa  ‘multicolor’, ‘manchado’, y « τρικκος trikkos»: pequeño pájaro no identificado; en ornitología, «triccus» significa «atrapamoscas tirano»; y el nombre de la especie «ruficeps» se compone de las palabras del latín «rufus» que significa ‘rufo, rojizo’, y «ceps» que significa ‘de cabeza’.

### Taxonomía
Con base en las diferencias de plumaje, se distinguen dos grupos de subespecies, el "grupo embridado" y el "grupo de cabeza lisa", que dadas las notables diferencias de plumaje y la ausencia de intergradación podrían tratarse de dos especies diferentes, a pesar de las vocalizaciones ser similares. Estudios posteriores no encontraron diferencias genéticas entre ellos.

### Subespecies
Según las clasificaciones del Congreso Ornitológico Internacional (IOC)  y Clements Checklist/eBird v.2021 se reconocen cuatro subespecies, con su correspondiente distribución geográfica:
- Poecilotriccus ruficeps melanomystax Hellmayr, 1927 – Andes en el oeste de Venezuela (norte de Mérida, este de Trujillo) y Andes centrales (Antioquia al sur hasta el centro de Valle y cabecera del valle del Magdalena) y pendiente occidental de los Andes orientales (Cundinamarca) de Colombia.
- Poecilotriccus ruficeps ruficeps (Kaup, 1852) – extremo suroeste de Venezuela (sur de Táchira), y Andes orientales (Norte de Santander, Santander), Andes occidentales y centrales (suroeste de Valle, Cauca, oeste de Huila, Nariño) y pendiente oriental de los Andes del suroeste de Colombia (Nariño) hacia el sur hasta el centro sur de Ecuador (noreste de Loja); registros más recientes en la Serranía del Perijá en Colombia.
- Poecilotriccus ruficeps rufigenis (P.L. Sclater & Salvin, 1877) – pendiente occidental de los Andes del suroeste de Colombia (Nariño) y oeste de Ecuador (al sur hasta Azuay).
- Poecilotriccus ruficeps peruvianus Chapman, 1924 – pendiente del Pacífico del sur de Ecuador (Loja, Zamora-Chinchipe) y norte de Perú (Piura, Cajamarca).